# Косака, Цуёси
Цуёси Косака (яп. 高阪 剛; 6 марта 1970, Кусацу) — японский боец смешанного стиля, выступал в тяжёлой весовой категории в период 1995—2006. Известен по участию в турнирах таких бойцовских организаций как UFC, Pride, RINGS, Deep, Pancrase, владел титулом чемпиона Pancrase в супертяжёлом весе.

## Биография
Цуёси Косака родился 6 марта 1970 года в городе Кусацу, префектура Сига. В молодости активно занимался дзюдо, заслужил в этом единоборстве чёрный пояс, четвёртый дан. В 1995 году на профессиональном уровне дебютировал в ММА, став одним из первопроходцев этого быстро развивавшегося вида спорта. В течение года одержал шесть побед подряд, а первое в карьере поражение потерпел в августе 1996 года от российского бойца Магомедхана Гамзатханова, выступавшего под псевдонимом Волк-хан. Спустя полгода между ними состоялся матч-реванш, и Волк-хан вновь был победителем — оба боя закончились досрочно успешно проведённым болевым приёмом «рычаг локтя». Третий поединок между ними произошёл в 1998 году, и с третьей попытки Косака всё-таки выиграл, сдачей в первом раунде.
Среди соперников Косаки в этот период были и другие известные бойцы, так, в 1997 году он встречался с американцем Фрэнком Шемроком, проиграв ему судейским решением, в рамках крупнейшей американской организации UFC дрался с известным голландским ударником Басом Рюттеном, тоже проиграл, но не решением, а техническим нокаутом, пропустив несколько сильных ударов руками. Участвовал в противостоянии с российским самбистом Михаилом Илюхиным, в трёх поединках дважды взял верх над ним. Техническим нокаутом проиграл бразильцу Педру Риззу, тогда как поединок с другим бразильцем Антониу Родригу Ногейра свёл к ничьей.
В 2000 году Косака прославился тем, что стал первым бойцом, кому удалось победить знаменитого россиянина Фёдора Емельяненко. При этом победа получилась спорной, он нанёс запрещённый удар локтем, в результате чего у Емельяненко вскрылось полученное ранее рассечение, и врачи запретили ему продолжать поединок. В соответствии с правилами в данной ситуации должна была быть зафиксирована ничья, либо бой должен был быть признан несостоявшимся, однако это был полуфинал турнира на выбывание, и организаторам требовался победитель, который смог бы принять участие в финале, поэтому победу они отдали Косаке. После этого недоразумения Емельяненко, встречаясь с самыми сильными соперниками, не проигрывал никому в течение десяти лет, в том числе в 2005 году он взял у Косаки реванш.
Последний значимый результат Косака показал в 2004 году, когда единогласным решением судей победил американца Рона Уотермана и завоевал тем самым титул чемпиона мира в супертяжёлом весе по версии организации Pancrase. В поздние годы выступал на турнирах японского промоушена Pride, в мае 2006 года техническим нокаутом потерпел поражение от новозеландца Марка Ханта, после чего принял решение завершить карьеру профессионального бойца.
Одновременно с бойцовской карьерой Цуёси Косака неоднократно принимал участие в чемпионатах по грэпплингу по версии ADCC, боролся с такими мастерами бразильского джиу-джитсу как Фабрисиу Вердум, Жан-Жак Машаду, Роллес Грейси. Также в период 2003—2005 выступал как реслер в организации New Japan Pro Wrestling, был претендентом на чемпионский титул в тяжёлом весе в поединке с Ёсихиро Такаямой.
В настоящее время занимается тренерской деятельностью, владеет собственным додзё в Японии, где тренирует борцов команды A-Square совместно с другим известным дзюдоистом Хидэхико Ёсидой.

## Статистика ММА
| Результат | Рекорд  | Соперник                | Способ                                | Турнир                                                                      | Дата             | Раунд | Время | Место                 | Примечание |
| --------- | ------- | ----------------------- | ------------------------------------- | --------------------------------------------------------------------------- | ---------------- | ----- | ----- | --------------------- | ---------- |
| Поражение | 27-20-2 | Мирко Филипович         | Технический нокаут (остановка углом)  | Rizin Fighting World Grand Prix 2017 — Bantamweight Tournament: Final Round | 31 декабря 2017  | 1     | 1:02  | Сайтама, Япония       |            |
| Поражение | 27-19-2 | Баруто Кайто            | Единогласное решение судей            | Rizin World Grand-Prix 2016: 2nd Round                                      | 29 декабря 2016  | 2     | 5:00  | Сайтама, Япония       |            |
| Победа    | 27-18-2 | Джеймс Томпсон          | Технический нокаут ударами руками     | Rizin FF 1                                                                  | 29 декабря 2015  | 2     | 1:58  | Сайтама, Япония       |            |
| Поражение | 26-18-2 | Марк Хант               | Технический нокаут ударами руками     | Pride Total Elimination Absolute                                            | 5 мая 2006       | 2     | 4:15  | Осака, Япония         |            |
| Победа    | 26-17-2 | Мариу Сперри            | Технический нокаут ударами руками     | Pride 31: Dreamers                                                          | 26 февраля 2006  | 1     | 1:20  | Сайтама, Япония       |            |
| Поражение | 25-17-2 | Майк Кайл               | Единогласное решение судей            | Pancrase: Spiral 8                                                          | 2 октября 2005   | 3     | 1:17  | Йокогама, Япония      |            |
| Победа    | 25-16-2 | Давид Швелидзе          | Болевой приём рычаг локтя             | Rings Russia: CIS vs. The World                                             | 20 августа 2005  | 1     | 0:00  | Екатеринбург, Россия  |            |
| Поражение | 24-16-2 | Фёдор Емельяненко       | Технический нокаут (остановка врачом) | Pride: Bushido 6                                                            | 3 апреля 2005    | 1     | 10:00 | Йокогама, Япония      |            |
| Победа    | 24-15-2 | Рон Уотерман            | Единогласное решение судей            | Pancrase: Brave 10                                                          | 7 ноября 2004    | 3     | 5:00  | Ураясу, Япония        |            |
| Победа    | 23-15-2 | Рикарду Морайс          | Единогласное решение судей            | NJPW: Ultimate Crush                                                        | 13 октября 2003  | 3     | 5:00  | Токио, Япония         |            |
| Победа    | 22-15-2 | Сумиябазар Долгорсурен  | Технический нокаут (остановка врачом) | NJPW: Ultimate Crush                                                        | 2 мая 2003       | 1     | 2:56  | Токио, Япония         |            |
| Поражение | 21-15-2 | Антониу Рожериу Ногейра | Единогласное решение судей            | Deep: 6th Impact                                                            | 7 сентября 2002  | 3     | 5:00  | Токио, Япония         |            |
| Поражение | 21-14-2 | Рикко Родригес          | Технический нокаут ударами руками     | UFC 37                                                                      | 10 мая 2002      | 2     | 3:25  | Боссье-Сити, США      |            |
| Поражение | 21-13-2 | Бозигит Атаев           | Решение большинства судей             | Rings: World Title Series 5                                                 | 21 декабря 2001  | 3     | 5:00  | Йокогама, Япония      |            |
| Победа    | 21-12-2 | Коба Ткешелашвили       | Нокаут ударом коленом                 | Rings: 10th Anniversary                                                     | 11 августа 2001  | 1     | 2:17  | Токио, Япония         |            |
| Поражение | 20-12-2 | Ренату Собрал           | Решение большинства судей             | Rings: World Title Series 2                                                 | 15 июня 2001     | 3     | 5:00  | Йокогама, Япония      |            |
| Поражение | 20-11-2 | Рэнди Кутюр             | Единогласное решение судей            | Rings: King of Kings 2000 Final                                             | 24 февраля 2001  | 2     | 5:00  | Токио, Япония         |            |
| Победа    | 20-10-2 | Фёдор Емельяненко       | Технический нокаут (остановка врачом) | Rings: King of Kings 2000 Block B                                           | 22 декабря 2000  | 1     | 0:17  | Осака, Япония         |            |
| Победа    | 19-10-2 | Михаил Илюхин           | Нокаут ударами руками                 | Rings: King of Kings 2000 Block B                                           | 22 декабря 2000  | 2     | 1:53  | Осака, Япония         |            |
| Ничья     | 18-10-2 | Антониу Родригу Ногейра | Ничья                                 | Rings: Millennium Combine 3                                                 | 23 августа 2000  | 2     | 5:00  | Осака, Япония         |            |
| Победа    | 18-10-1 | Грег Уикан              | Болевой приём дожим стопы             | Rings USA: Rising Stars Block A                                             | 15 июля 2000     | 1     | 2:53  | Орем, США             |            |
| Победа    | 17-10-1 | Тревис Фултон           | Единогласное решение судей            | Rings USA: Rising Stars Block A                                             | 15 июля 2000     | 3     | 5:00  | Орем, США             |            |
| Поражение | 16-10-1 | Гилберт Ивел            | Технический нокаут (рассечение)       | Rings: King of Kings 1999 Block B                                           | 22 декабря 1999  | 1     | 1:17  | Осака, Япония         |            |
| Победа    | 16-9-1  | Крис Хейзмен            | Раздельное решение судей              | Rings: King of Kings 1999 Block B                                           | 22 декабря 1999  | 3     | 5:00  | Осака, Япония         |            |
| Поражение | 15-9-1  | Педру Риззу             | Технический нокаут ударами руками     | UFC 23                                                                      | 19 ноября 1999   | 3     | 1:12  | Ураясу, Япония        |            |
| Победа    | 15-8-1  | Гилберт Ивел            | Техническое решение по очкам          | Rings: Rise 5th                                                             | 19 августа 1999  | 1     | 8:17  | Япония                |            |
| Победа    | 14-8-1  | Тим Лайчик              | Технический нокаут (остановка углом)  | UFC 21                                                                      | 16 июля 1999     | 2     | 5:00  | Сидар-Рапидс, США     |            |
| Поражение | 13-8-1  | Ёсихиса Ямамото         | Технический нокаут ударами ладонями   | Rings: Rise 3rd                                                             | 22 мая 1999      | 3     | 0:44  | Япония                |            |
| Поражение | 13-7-1  | Гилберт Ивел            | Технический нокаут (остановка врачом) | Rings: Rise 2rd                                                             | 23 апреля 1999   | 1     | 14:58 | Япония                |            |
| Поражение | 13-6-1  | Бас Рюттен              | Технический нокаут ударами руками     | UFC 18                                                                      | 8 января 1999    | 1     | 14:15 | Кеннер, США           |            |
| Победа    | 13-5-1  | Пит Уильямс             | Решение судей                         | UFC Brazil                                                                  | 16 октября 1998  | 1     | 15:00 | Сан-Паулу, Бразилия   |            |
| Ничья     | 12-5-1  | Киёси Тамура            | Ничья                                 | Rings: Fourth Fighting Integration                                          | 27 июня 1998     | 1     | 30:00 | Токио, Япония         |            |
| Победа    | 12-5    | Волк-хан                | Сдача                                 | Rings: Third Fighting Integration                                           | 29 мая 1998      | 1     | 10:10 | Токио, Япония         |            |
| Победа    | 11-5    | Кимо Леопольдо          | Единогласное решение судей            | UFC 16                                                                      | 13 марта 1998    | 1     | 15:00 | Кеннер, США           |            |
| Победа    | 10-5    | Роб ван Эсдонк          | Болевой приём скручивание пятки       | Rings Holland: The King of Rings                                            | 8 февраля 1998   | 1     | 15:00 | Амстердам, Нидерланды |            |
| Поражение | 9-5     | Михаил Илюхин           | N/A                                   | Rings: Battle Dimensions Tournament 1997 Final -                            | 8 февраля 1998   | 0     | 0:00  | Амстердам, Нидерланды |            |
| Победа    | 9-4     | Борислав Йелязков       | Решение по очкам                      | Rings: Mega Battle Tournament 1997 Semifinal 1                              | 25 октября 1997  | 1     | 0:00  | Япония                |            |
| Поражение | 8-4     | Фрэнк Шемрок            | Решение судей                         | Rings — Extension Fighting 7                                                | 26 сентября 1997 | 1     | 30:00 | Япония                |            |
| Поражение | 8-3     | Киёси Тамура            | Болевой приём дожим стопы             | Rings: Extension Fighting 2                                                 | 26 сентября 1997 | 1     | 13:57 | Япония                |            |
| Победа    | 8-2     | Михаил Илюхин           | N/A                                   | Rings: Budokan Hall 1997                                                    | 22 января 1997   | 0     | 0:00  | Токио, Япония         |            |
| Поражение | 7-2     | Волк-хан                | Болевой приём рычаг локтя             | Rings: Battle Dimensions Tournament 1996 Final                              | 1 января 1997    | 1     | 13:52 | Токио, Япония         |            |
| Победа    | 7-1     | Дик Врий                | N/A                                   | Rings: Battle Dimensions Tournament 1996 Opening Round                      | 25 октября 1996  | 0     | 0:00  | Токио, Япония         |            |
| Поражение | 6-1     | Волк-хан                | Болевой приём рычаг локтя             | Rings: Maelstrom 6                                                          | 24 августа 1996  | 1     | 13:52 | Япония                |            |
| Победа    | 6-0     | Вилли Петерс            | Удушающий приём сзади со спины        | Rings Holland: Kings of Martial Arts                                        | 18 февраля 1996  | 0     | 0:00  | Амстердам, Нидерланды |            |
| Победа    | 5-0     | Морис Смит              | Болевой приём скручивание пятки       | Rings: Budokan Hall 1996                                                    | 24 января 1996   | 1     | 4:13  | Токио, Япония         |            |
| Победа    | 4-0     | Иган Иноуэ              | Единогласное решение судей            | Lumax Cup: Tournament of J '95                                              | 13 октября 1995  | 1     | 3:40  | Япония                |            |
| Победа    | 3-0     | Сусуму Ямасаки          | Болевой приём скручивание пятки       | Lumax Cup: Tournament of J '95                                              | 13 октября 1995  | 1     | 0:52  | Япония                |            |
| Победа    | 2-0     | Хироюки Ёсиока          | Технический нокаут ударами руками     | Lumax Cup: Tournament of J '95                                              | 13 октября 1995  | 3     | 3:00  | Япония                |            |
| Победа    | 1-0     | Ватару Саката           | N/A                                   | Rings: Budokan Hall 1995                                                    | 25 января 1995   | 0     | 0:00  | Токио, Япония         |            |